# Paulinella chromatophora
Paulinella chromatophora je prvok z kmene Cercozoa, třídy Silicofilosea (Imbricatea). Bylo prokázáno, že její plastidy (zvané cyanely) získal tento druh pohlcením sinice, ale zcela nezávisle od primární endosymbiotické události, díky níž má plastidy většina ostatních fotosyntetitujících eukaryot.
Jednalo se pravděpodobně o sinici z příbuzenstva rodů Prochlorococcus a Synechococcus, jak vyplývá ze sekvenace DNA z této unikátní cyanely, jejíž genom stále činí asi 14 000 bází.
Blízce příbuznými druhy, také s cyanelou, jsou Paulinella longichromatophora a Paulinella micropora.